# Marc Emili Escaure (pompeià)
Marc Emili Escaure (en llatí Marcus Aemilius Escaurus) va ser un militar romà. Era fill de Marc Emili Escaure (governador) i de Múcia Tèrcia, que havia estat esposa de Gneu Pompeu Magne. Per tant, va ser germanastre de Sext Pompeu Pius al que va acompanyar a Àsia després de la derrota de la seva flota a la batalla de Miles, a Sicília, però va acabar entregant-lo als generals de Marc Antoni l'any 35 aC.
Després de la batalla d'Àccium va caure en mas d'Octavi August (31 aC) i va ser condemnat a mort, però es va lliurar per la intercessió de la seva mare Múcia davant August que finalment el va perdonar.